# 웨스트 BL
웨스트 비엘 (WEST BL)은 대한민국의 힙합 래퍼이다. 1999년 겨울에 데뷔, 대구 힙합씬을 일군 사람 중 한 명으로 평가받고 있다.

그의 이름 "WEST BL" 의 뜻은 본명 <서준혁>에서 따왔으며, 그의 성 "서"를 서쪽으로 풀이하여 "WEST"
그리고 밝을 "준"에 빛날 "혁" 을 Bright, Light 로 풀이하여 "BL". 
합쳐져서 곧 "WEST BL" 이라 칭하였다.

1999년 12월부터 클럽 HEAVY에서 활동을 시작한 그는, 
2000~2001년 동안 힙합트레인이라 불리는 정기공연의 주역을 맡으면서 
대구 언더그라운드를 개척해나갔으며, 
힙합트레인 멤버들 중 마음 맞는 이들과 함께 Psycho Sound라는 크루를 결성하여 공연 활동을 이어나갔다. 

Psycho Sound는 대구에서 한정 발매된 힙합 컴필레이션 앨범 "Tha Beatz"에 참여하기도 하였다.
한편 West BL은 Psycho Sound 멤버 중에서도, 현재 Unknown People로 활동 중인 5attack, Horror G'K와 함께 
낯선사람들이라는 3인조 팀을 조직하여 활동하기도 하였다. 

이 팀은 이후 DJ SHININ'STONE의 합류로 Tell A Vision이라는 크루로 발전하기도 하였다. 
WEST BL은 특유의 신선한 라임과 플로우에서 선구자라는 평을 받으며 대구 내에서 매니아층을 단단히 하였다. 

그의 활동은 2002년 군입대로 인해 일시적으로 중단되었으며, 
제대 후 다시 공연 무대에 섰으나 예전에 비해 큰 활동을 보여주지는 못하였다.
그가 컴백한 것은 2007년 나온 DJ SHININ'STONE의 앨범에서로, Phase of Wave라는 곡에 참여하여 여전한 그만의 독특한 라임과 플로우를 선보였다. 

그리고 얼마 지나지 않아 2008년 겨울 스토리텔링을 컨셉으로 한 싱글 앨범 《백구》를 발표하였다. 
이 앨범의 프로듀싱 역시 DJ SHININ'STONE이 맡았다. 하지만, 이 앨범은 그 시대의 힙합 팬들의 마음을 사는 데는 실패하였다.

《백구》 이후로 다시 활동을 오랫동안 쉬던 그는, 2011년 전작과는 대비되는 분위기의 하드코어한 싱글 STEELMAN을 발표하였다. 
이 싱글에는 오랜만에 Unknown People이 그와 함께 하여 명실상부 낯선사람들의 오랜만의 작업물이 되었다.
이후 다시 그의 활동은 잠잠해졌다가, 2016년 즈음 사운드 클라우드 WEST BL 페이지 에 믹스테잎 "스토리텔링의 정석"을 발표했다.
대표곡: 〈백구〉, STEELMAN

## 디스코그래피
- 2008년 《백구》 싱글
- 2011년 《STEELMAN》 디지털 싱글
- 2016년 《스토리텔링의 정석》믹스테잎